# 네이딘 벨라스케스
네이딘 벨라스케스(Nadine Velazquez, 1978년 6월 20일 ~ )는 미국의 배우이다.

## 출연 작품
- 나이트 언데드 (2020)
- 샤론 1.2.3. (2017)
- 더 샤널 하우스 (2016)
- 식스 (2016)
- 더 바운스 백 (2016)
- 크롤스페이스 (2016)
- 라이드 어롱 2 (2016)
- 아즈텍 워리어 (2016)
- 클라리티 (2014)
- 메이저 크라임 3 (2014)
- 메이저 크라임 2 (2013)
- 스니치 (2013)
- 플라이트 (2012)
- 데이 인 더 라이프 (2009)
- 올스 페어 인 러브 (2009)
- 워 (2007)
- 하우스 오브 더 데드 2 (2005)
- 내 이름은 얼 (2005)
- 블래스트 (2004)
- 체이싱 파피 (2003)